# Петрищева Гора
Петрищева Гора — деревня в Тотемском районе Вологодской области.
Входит в состав Мосеевского сельского поселения, с точки зрения административно-территориального деления — в Середской сельсовет.
Расстояние до районного центра Тотьмы по автодороге — 80,5 км, до центра муниципального образования деревни Мосеево по прямой — 36 км. Ближайшие населённые пункты — Антушева Гора, Снежурово, Уваровская.
По переписи 2002 года население — 21 человек (10 мужчин, 11 женщин). Всё население — русские.